# 重松鷹泰
重松 鷹泰（しげまつ たかやす、1908年8月7日 - 1995年8月7日）は、日本の教育学者。名古屋大学名誉教授。専攻は教育方法論。授業分析を行った。

## 来歴
東京生まれ。旧制第一高等学校理科卒後、1928年徳島県大津東小学校の代用教員となる。1932年東京文理科大学教育学科教育学専攻卒、東京府豊島師範学校講師。1937年教育科学研究会生活教育研究部会に参加し、教育指導部幹事に就任した。1941年東京府学務部勤務。1944年応召、中支に出征。1946年文部省教科書局小学校社会科担当となり、小学校社会科創設及び学習指導要領に関与する。1947年奈良女子高等師範学校附属小学校主事、1952年名古屋大学教育学部教授、1972年定年退官、のちに名誉教授。さらに1972年帝塚山学園授業研究所の設立に際して所長就任。東京都立教育研究所長を兼務。1983年日野市立幼児教育センター所長。1985年帝塚山小学校顧問。
1967年中日文化賞受賞。没後正四位贈位。

## 記事・論文
- 「我らの敎育科學研究會」 『敎育科學研究』 第2号 (1939)
- 「敎師の生活設計」 『敎育科學研究』 第2巻 第5号 (1940)
- 「國民學校の建設に就て」 『敎育科學研究』 第3巻 第1号 (1941)

## 著書
- 『教育の科学化』北方民生協会出版部 1949
- 『教育の科学化 重松鷹泰教育論集』奈良女子大奈良女高師附属小学校学習研究会編 カホリ書房 1950
- 『社会科教育法 教職教養シリーズ』誠文堂新光社 1955
- 『新編しょうがくしゃかい 1年』大阪書籍 1959[3]
- 『授業分析の方法』明治図書出版 現代教育全書 1961
- 『わかる授業・わからせる授業』明治図書出版 1970
- 『初等教育原理』国土社 現代教職課程全書 1971
- 『教育方法論』明治図書出版 1975
- 『授業随想 授業の探求』明治図書出版 人間教育双書 1976
- 『子どものための教育』国土社 国土新書 1979
- 『個性の見方・育て方 事例』第三文明社 1994

### 共編著
- 『学校行事の新しいあり方』武田一郎共編 東洋館出版社 初等教育新書 1953
- 『現代日本の教師』木下一雄、石山脩平共編 東洋館出版社 初等教育新書 1954
- 『教育実践講座 第5巻 理科教育の実践』編 国土社 1959
- 『新訂しょうがくしゃかい 2年』著作者代表 大阪書籍 1959[4]
- 『新訂小学社会 3年上・下』著作者代表 大阪書籍 1959[5]
- 『新訂小学社会 4年上・下』著作者代表 大阪書籍 1959[6]
- 『新訂小学社会 5年上・下』著作者代表 大阪書籍 1959[7]
- 『新訂小学社会 6年上・下』著作者代表 大阪書籍 1959[8]
- 『新編しょうがくしゃかい 1年』原俊之共著 1960[9]
- 『日課表の立て方 中学校編』共著 明治図書出版 1962
- 『授業分析の理論と実際』正続　上田薫、八田昭平共編著 黎明書房 1963－64
- 『中学校の授業研究法』八田昭平共著 明治図書出版 現代教育全書 1964
- 『R.R.方式 子どもの思考体制の研究』上田薫共編著 黎明書房 1965
- 『教育学全集 13 学校と教師』上田薫、村井実共編 小学館 1968
- 『赤とんぼ学級の成長記録』中山智子共著 黎明書房 1969
- 『講座授業研究の発展』責任編集 明治図書出版 1971
- 『わかる授業のすすめ方』岸俊彦共著 第一法規出版 教師のためのベストライブラリー 1979
- 『子どもの自立と学習の組立て その子のよさをひらく』京都教育大学附属桃山小学校共著 明治図書出版 学校の共同研究 1984
- 『子どもを生かす授業の条件 よりよい授業にするために』霜田一敏共著 学習研究社 学研教育選書 著者と対話する本 1985
- 『個と個性 自分探しを励ます教育』木全力夫共著 東洋館出版社 1996